# Престиж Рали Тим
Автомобилен спортен клуб „АСК Престиж“ е автомобилен отбор, състезаващ се в рали шампионатите основан през 2004 г.
За своите 6 години от създаването си „АСК Престиж“ се утвърждава като един от най-успешните отбори в Националния рали шампионат. Собствената материлна база – оборудван сервиз и сервизен микробус, екипът от добре подготвени механици, както и подготвеният състезателен автомобил са от изключително значение за доброто представяне на екипажа Гьошев/Спасов.
През 2010 г. отборът с пилот Петър Гьошев и навигатор Димитър Спасов заема първо място в най-престижното състезание от родния шампионат — Рали България, и се класира втори в две други състезания. Завършват на трето място в крайното класиране.
През 2010 г. „АСК Престиж“ спечели и първото си международно състезание в Сърбия и заема трето място в класирането за Източноевропейската купа.
През 2007 г. клубът възстановява след 18-годишно прекъсване и организира едно от най-атрактивните и популярни в миналото състезания – Рали Вида. Рали „Вида“ има 19-годишна история през 70-те и 80-те години. В този период това е второто по популярност състезание в България, след легендарното рали „Златни пясъци“.